# L'urlo (film 2019)
L'urlo è un cortometraggio diretto da Francesco Barilli e interpretato da Luca Magri.

## Trama
In un futuro distopico, sotto un regime dittatoriale in cui sono inibite e vietate le emozioni di ogni genere, Paolo Caren legge libri di poesia, sente musica e si innamora. La polizia di stato, per la salvaguardia del popolo, si mette sulle sue tracce. Viene spiato, seguito e arrestato.

## Produzione
Ambientato in un futuro distopico e in disfacimento è il remake di un altro cortometraggio del 1966 dal titolo omonimo, diretto da Camillo Bazzoni, prodotto da Vittorio Storaro, che ne ha anche curato anche la fotografia, ed interpretato dallo stesso Barilli. Data la grande qualità artistica, L'urlo del 1966 è considerato un piccolo cult movie di fantascienza fin dalla sua prima proiezione al festival di Cannes e ha anche avuto il merito di lanciare la carriera dei tre cineasti coinvolti. L'obbiettivo di Barilli nel rifarlo 53 anni dopo, è quello di utilizzare i nuovi mezzi che la tecnologia di oggi gli permette di avere a disposizione mantenendo invariato il messaggio narrativo del film originale.